# Mikser (muzyk)
Mikser, właściwie Mikołaj Mądrzyk  (ur. 17 czerwca 1988 w Lüdinghausen, Niemcy) – polski raper, poeta i filozof.

## Życiorys
Od dzieciństwa zamieszkały w Częstochowie, ukończył filozofię na Uniwersytecie J. Długosza.
Rapuje od 2009 roku. Specjalizuje się we freestyle'u prowadzonym na ulicy. Swoje występy nagrywa i umieszcza w Internecie. W WBW (muzyczna impreza prowadzona co roku od 2003) bierze regularnie udział jako juror. Sam nigdy nie brał w niej udziału jako zawodnik.
Prowadzi warsztaty dla młodzieży, w trakcie których omawia zagadnienia, takie jak przemoc, uzależnienia, mass media i manipulacje, treningi kreatywności i kultura hip-hop.
W ramach współpracy z fundacją „ABCXXI – Cała Polska czyta dzieciom” tworzy materiały multimedialne, w tym wideoklipy z jego udziałem mające na celu wspieranie rozwoju moralnego młodzieży oraz promocję czytelnictwa i wartościowej literatury. Jest ambasadorem programu „Mądrzy cyfrowi”, w ramach którego prowadzi warsztaty.
W 2014 roku otrzymał nagrodę publiczności w programie ŻywyRap, konkursie organizowanym przez raperów z grupy Hemp Gru.
Pierwszą płytę „Świat jako wola i przedstawienie” wydał w 2015 nakładem Hemp Records. Kolejna płyta o nazwie „Logos” ukazała się w 2019 roku.